# Luciano Canfora

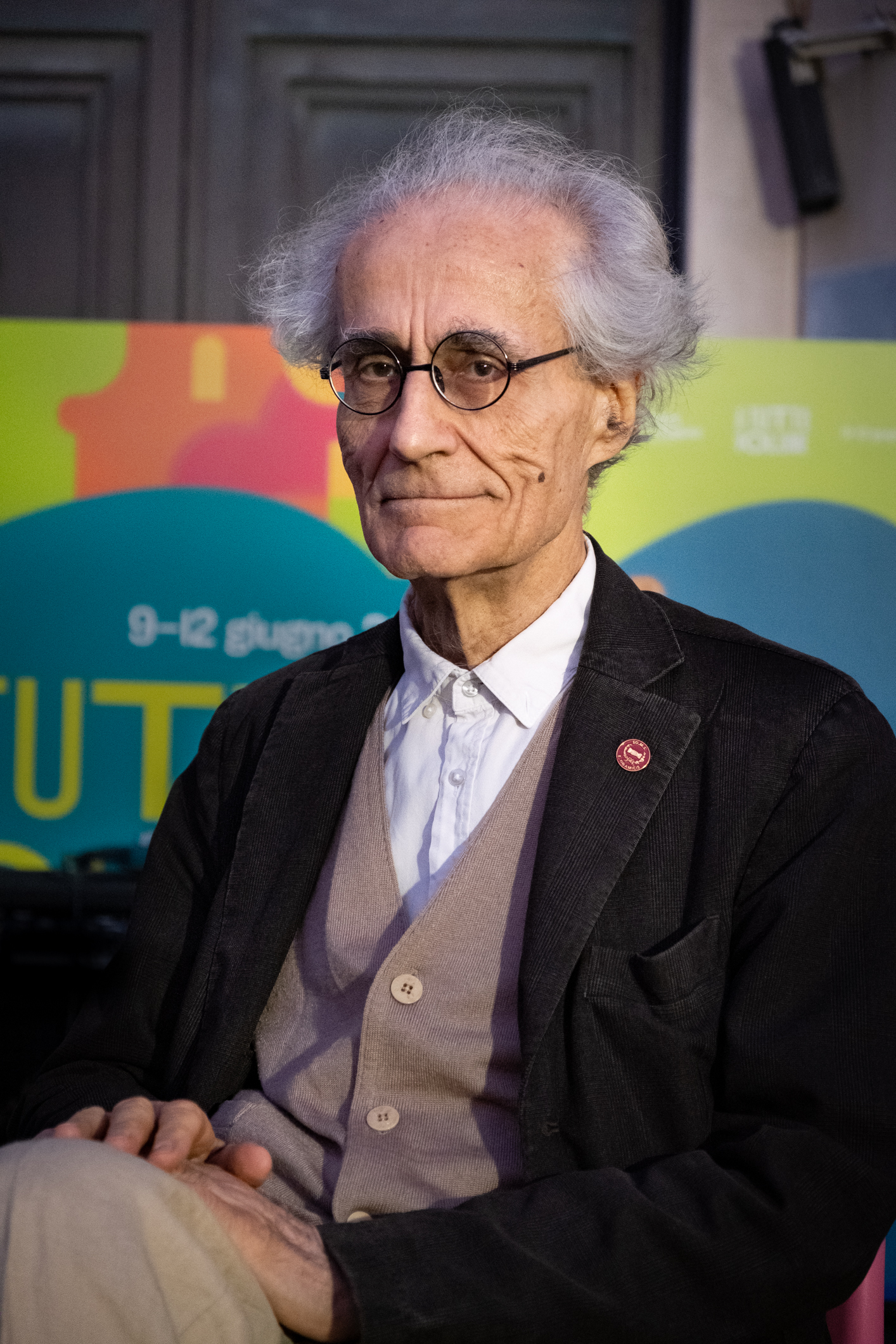
Luciano Canfora, 2022

Luciano Canfora (* 5. Juni 1942 in Bari) ist ein italienischer klassischer Philologe. Er lehrte bis zu seiner Emeritierung als Professor für griechische und lateinische Philologie in Bari. Canfora ist Mitglied des Partito dei Comunisti Italiani und gilt als ein engagierter Intellektueller der italienischen Linken. Seit 1999 ist Canfora korrespondierendes Mitglied der Accademia Roveretana degli Agiati.

## Leben und Werk
Canfora gilt seit seiner Studienzeit als linksradikaler Rebell. Er legte 1964 an der Universität Pisa sein erstes Examen in klassischer Philologie ab, galt als Fachmann für Latein und Altgriechisch und als ein Intellektueller, der sich an zahlreichen Debatten beteiligt hat.
Canfora verfasste zahlreiche Beiträge zur Geschichte des Altertums, der Altertumskunde, der Zeit nach der Reformation und der Neuzeit. Er ist Mitglied des wissenschaftlichen Komitees der Society of Classical Tradition (Boston), der Istituto Gramsci-Stiftung (Rom), der Association pour l’encouragement des études grecques en France (Paris) sowie der Redaktion der Zeitschriften Historia y critica (Santiago-Spanien), Limes (Rom) und Filosofia dei diritti umani. 
Er gab die geschichtswissenschaftliche Zeitschrift Quaderni di Storia heraus und betreute die Buchreihen La città antica des Sellerio-Verlags und Paradosis des Dedalo-Verlags.
Sein 1987 erschienenes Buch über die „verschwundene Bibliothek“ von Alexandria wurde in 15 Sprachen übersetzt.
Canfora behauptete 1994 in einem Essay, Stalin wäre für die Sowjetunion „sehr positiv“ gewesen, jedenfalls besser als ihr letzter Staatspräsident Gorbatschow: Stalin habe die „Grenzen der Sowjetunion gesichert“, Gorbatschow habe ihren „Ausverkauf“ betrieben. 
Er kandidierte bei der Europawahl 1999 erfolglos für die Partei Partito dei Comunisti Italiani (PdCI), eine Nachfolgeorganisation der 1991 aufgelösten PCI. 
Canfora sagte am 11. April 2022 bei einer Veranstaltung zum russischen Überfall auf die Ukraine im Bari, Giorgia Meloni (damals Oppositionspolitikerin und Parlamentsabgeordnete, seit Oktober 2022 Ministerpräsidentin Italiens), sei ein „Neonazi im Herzen“ und ein „armes Ding, das man wie eine sehr gefährliche Verrückte behandeln“ müsse. Meloni zeigte ihn wegen „diffamazione“ (Verunglimpfung) an und verlangt ein Schmerzensgeld von 20.000 Euro. 
Der Prozess findet seit Mitte April 2024 vor dem Strafgericht in Bari statt.
Der Prozess hätte am 7. Oktober 2024 beginnen sollen. Am 4. Oktober 2024 zog Meloni die Klage zurück.

## Kontroverse
Ende 2005 gab es in Deutschland eine Kontroverse um die geplante deutsche Ausgabe des Buches Kurze Geschichte der Demokratie. Das Buch sollte als ein Band der von Jacques Le Goff herausgegebenen Reihe Europa bauen erscheinen, an der die Verlage Basil Blackwell (Großbritannien), Le Seuil (Frankreich), Laterza (Italien), Crítica (Spanien) und C. H. Beck (Deutschland) beteiligt sind oder waren. Nachdem es in Italien, Frankreich und Spanien bereits erschienen war und in England vorbereitet wurde, kündigte der Verlag C. H. Beck an, es in Deutschland nicht zu veröffentlichen. C.H. Beck gab bei dem Historiker Hans-Ulrich Wehler ein Gutachten in Auftrag; Wehler schrieb, das Buch sei nicht nur „eine extrem dogmatische Darstellung“, sondern „eine so dumme, dass sie an keiner Stelle den Ansprüchen der westlichen Geschichtswissenschaft genügen kann“. Die Süddeutsche Zeitung begrüßte die Entscheidung des Verlages, das Manuskript abzulehnen: „Dass ein Verlag so ein Buch in der Reihe ‚Europa bauen‘ nicht drucken will, ist kein Skandal, sondern verdient jede Unterstützung.“ 
Auch in anderen Medien wurden Canforas Thesen über die Rolle Stalins und die Bundesrepublik Deutschland in der Adenauer-Ära kritisiert.
Die Kurze Geschichte der Demokratie wurde im Januar 2006 vom linksradikalen Verlag Papyrossa veröffentlicht, nachdem das Manuskript neu übersetzt worden war. Canfora reagierte auf die Vorwürfe mit der Schrift Das Auge des Zeus.

## Werke (Auswahl)
- La biblioteca scomparsa. Sellerio, Palermo 1986 u. 1988.
  - Deutsche Ausgabe: Die verschwundene Bibliothek. Das Wissen der Welt und der Brand von Alexandria. Rotbuch-Taschenbuch 1104. Rotbuch-Verlag, Berlin 1990, ISBN 3-88022-026-3.
  - Deutsche Neuausgabe: Die verschwundene Bibliothek. Europäische Verlagsanstalt, Hamburg 2002, ISBN 3-434-46182-5.
- Le vie del classicismo. Laterza, Roma-Bari 1989.
  - Deutsche Ausgabe: Politische Philologie: Altertumswissenschaften und moderne Staatsideologien. Klett-Cotta, Stuttgart 1995.
- Libro e libertà. Laterza, Roma-Bari 1994 u. Nachdruck 2005, ISBN 88-420-7826-3.
- Un mestiere pericoloso. La vita quotidiana dei filosofi greci. Sellerio, Palermo 2000.
  - Deutsche Ausgabe: Ach, Aristoteles! Anleitungen zum Umgang mit Philosophen. Europäische Verlagsanstalt, Hamburg 2000.
- Giulio Cesare. Il dittatore democratico. Laterza, Roma-Bari 1999.
  - Deutsche Ausgabe: Caesar: der demokratische Diktator. Eine Biographie. C.H. Beck Verlag, München 2001, ISBN 3-406-51869-9.
- La democrazia. Storia di un’ideologia. Laterza, Roma-Bari 2004.
  - Deutsche Ausgabe: Kurze Geschichte der Demokratie: Von Athen bis zur EU. Aus dem Italienischen übersetzt von Rita Seuß. Mit einem Nachwort von Oskar Lafontaine. Papyrossa Verlag, Köln 2006, ISBN 3-89438-350-X.[8]
- L’occhio di Zeus. Disavventure della “Democrazia”. Laterza, Roma-Bari 2006.
  - Deutsche Ausgabe: Das Auge des Zeus. Deutsche Geschichtsschreibung zwischen Dummheit und Demagogie. Antwort an meine Kritiker. Konkret Literatur Verlag, Hamburg 2006, ISBN 3-930786-50-8.
- Esportare la libertà. Il mito che ha fallito. Mondadori, Milano 2007.
  - Deutsche Ausgabe: Die Freiheit exportieren. Vom Bankrott einer Ideologie. Papyrossa Verlag, Köln 2008.
- 1914. Sellerio, Palermo 2006.
  - Deutsche Ausgabe: August 1914. Oder: Macht man Krieg wegen eines Attentats? Papyrossa Verlag, Köln 2010.
- 1956. L’anno spartiaque. Sellerio, Palermo 2008.
  - Deutsche Ausgabe: Zeitenwende 1956. Papyrossa Verlag, Köln 2012.
- Il fascismo non è mai morto. Edizioni Dedalo, 2024.
  - Deutsche Ausgabe: Der untote Faschismus. Mussolini und der fruchtbare Schoß der "freien Welt". Papyrossa Verlag, Köln 2025, ISBN 978-3-89438-843-0.